# Akiko Seki
Akiko Seki (Tokyo, 8 settembre 1899 – Tokyo, 2 maggio 1973) è stata un soprano giapponese. Viene comunemente riconosciuta come la fondatrice del movimento La voce canora del Giappone (日本のうたごえ Nihon no utagoe / うたごえ運動 Utagoe-undō?). Nel 1955 le fu conferito il Premio Stalin per la pace.

## Vita
- Marzo 1921: Ottenne il diploma in canto artistico presso la scuola di musica di Tokyo (東京音楽学校?, Tōkyō Ongaku Gakkō)[1].

## Scritti

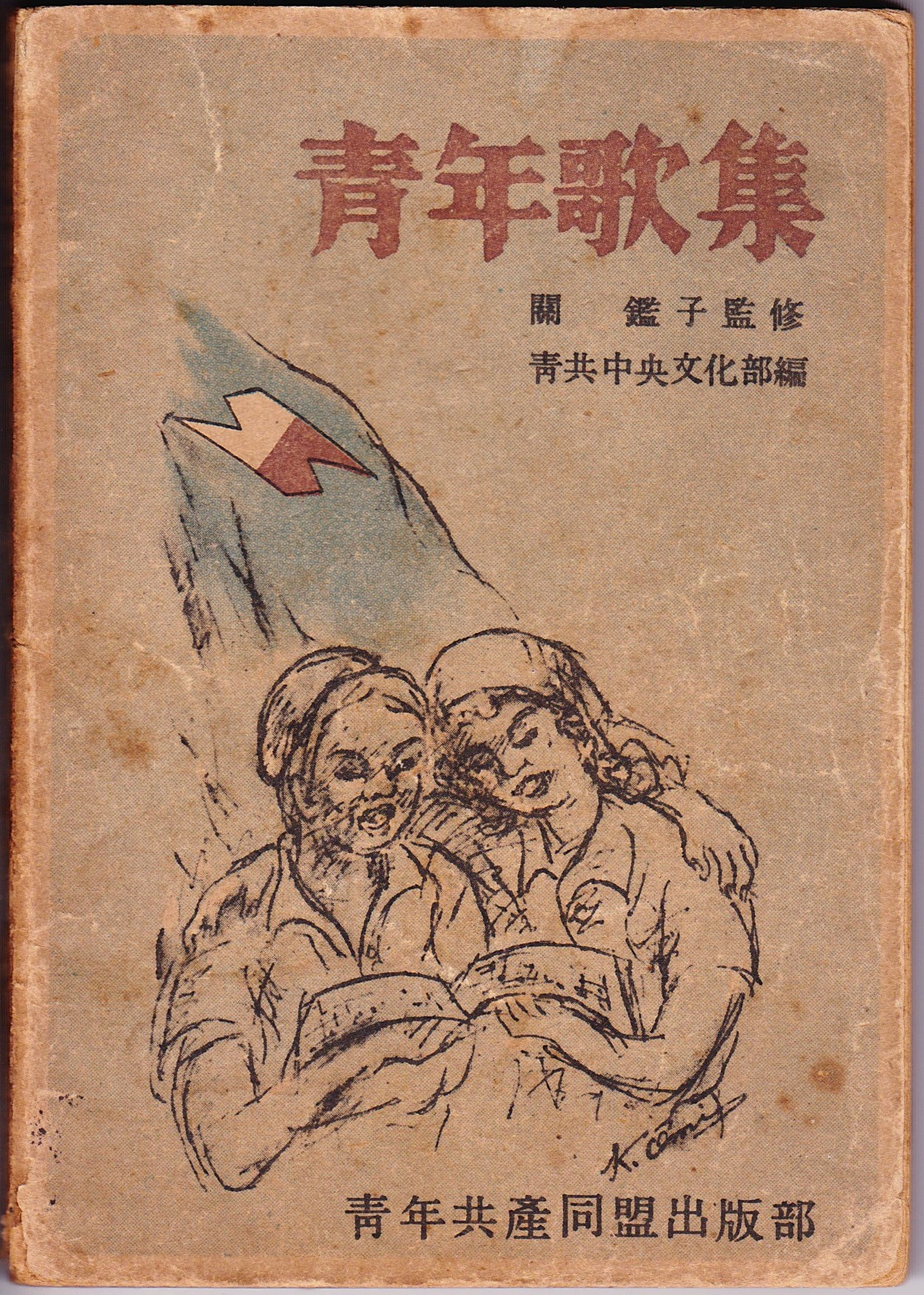
Copertina della prima raccolta di Canzoni per la gioventù a cura di Akiko Seki (Tokyo, Tipografia della sezione culturale della Lega della Gioventù Comunista del Giappone, 1948)

- Raccolta di Canzoni per la gioventù (青年歌集?, Seinen-kasyū) (Tokyo, Tipografia della sezione culturale della Lega della Gioventù Comunista del Giappone, 1948).
- Ammaliata dalla voce canora (歌ごえに魅せられて?, Utagoe ni miserarete) (Tokyo, 1971)[2].